# Chimaphila maculata
Chimaphila maculata – gatunek roślin z rodziny wrzosowatych (Ericaceae). Występuje na rozległym obszarze Ameryki Północnej od Alaski i Quebecu na północy po Kostarykę w Ameryce Środkowej. Introdukowany został także do Francji. Rośnie w lasach iglastych, mieszanych i liściastych oraz w kserotermicznych zbiorowiskach napiaskowych. Gatunek typowy swego rodzaju.

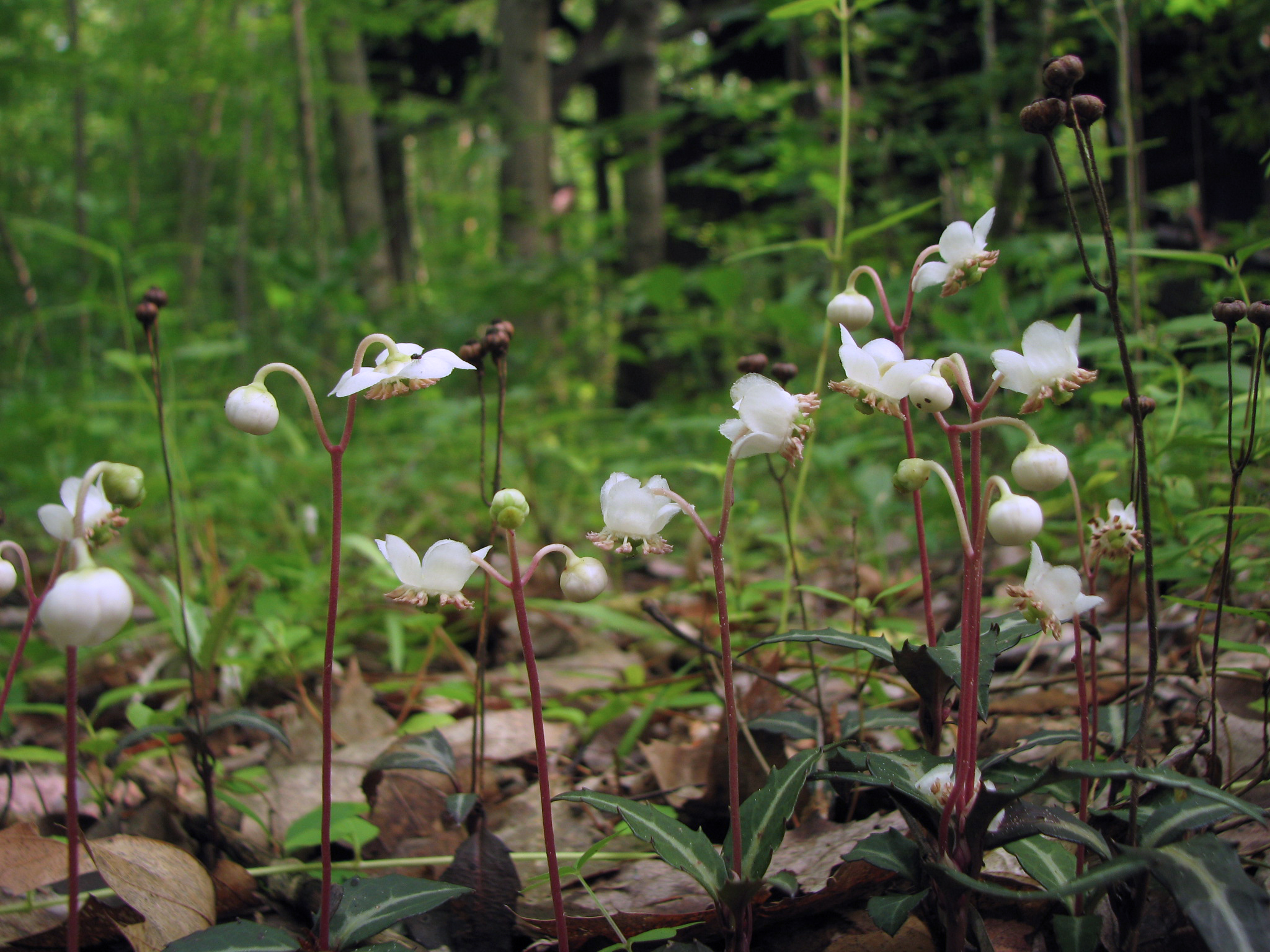
Pokrój roślin kwitnących
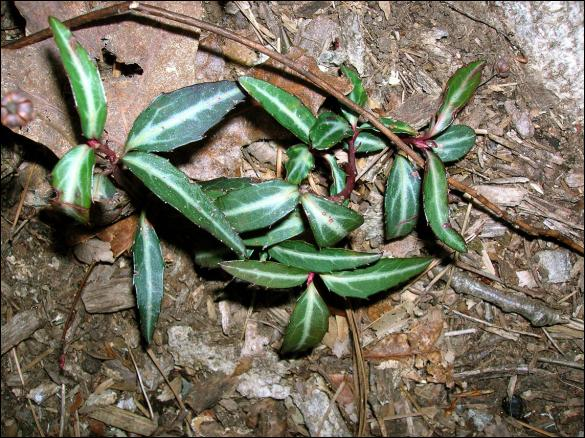
Liście
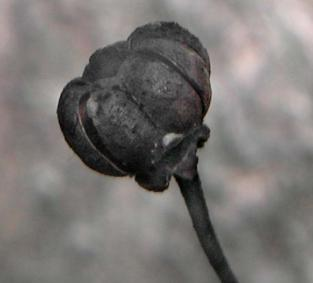
Owoc – torebka